# Cólica
A cólica (do grego κολικός, kolikós, relativo a cólon) é uma dor que ocorre em órgãos ocos e áreas sensíveis, especialmente estômago, intestino e útero. Caracteriza-se por ciclos de dor intensa, com aumento gradual da intensidade até um pico e depois melhora lentamente. As causas mais comuns de cólicas são a síndrome do intestino irritável e as cólicas menstruais. Entre os diversos tipos de cólicas estão:
- Cólica do lactente, caracterizada pelo choro incessante em bebés[1]
- Cólica menstrual, dor que antecede a menstruação[2]
- Cólica renal, uma dor na parte lateral do abdómen que pode indicar cálculo renal[3]
- Cólica biliar, Dor que ocorre quando um cálculo biliar está passando pelo duto biliar[4]